# Informationspool Computerhilfsmittel für Blinde und Sehbehinderte
Das öffentliche Projekt Informationspool Computerhilfsmittel für Blinde und Sehbehinderte (kurz INCOBS) unterstützt die Einrichtung von Computerarbeitsplätzen für blinde und sehbehinderte Menschen in Deutschland. Ziel ist es, den Markt für Hilfsmittel transparenter zu gestalten und Anwender und Berater bei der Auswahl geeigneter Produkte zu unterstützen. Hierfür erstellt INCOBS Marktübersichten, prüft das Leistungsspektrum wichtiger elektronischer Hilfen und stellt Checklisten zur Produktauswahl zur Verfügung.
INCOBS wird vom Bundesministerium für Arbeit und Soziales gefördert und von der DIAS GmbH mit Unterstützung des Deutschen Blinden- und Sehbehindertenverbands und des Deutschen Vereins der Blinden und Sehbehinderten in Studium und Beruf (DVBS) durchgeführt. Das Projekt läuft seit dem Jahr 1999 und ist bis 2011 bewilligt (offiziell nun INCOBS3).
In Zusammenarbeit mit Testpartnern wie der Stiftung Warentest werden elektronische Produkte wie Mobiltelefone oder Spracherkennungssoftware auf ihre Zugänglichkeit getestet. Die Produkttests werden gemeinsam mit Anwendern und Experten entwickelt. Die Hilfsmittelanbieter stellen INCOBS ihre Produkte für die Tests zur Verfügung. Überprüft wird die Zugänglichkeit wichtiger Anwendungsprogramme sowie die Bedienbarkeit und Ergonomie von Hard- und Software. Die vergleichenden Produkttests ermöglichen herstellerneutrale Informationen zur Leistungsfähigkeit elektronischer Hilfen. Überprüft werden zum Beispiel Braillezeilen, Bildschirmlesegeräten, Vergrößerungssoftware, Screenreader.
Neu im Projekt INCOBS2 sind Tests der Nutzbarkeit von Informations- und Kommunikationstechnologien für Blinde und Sehbehinderte.